# Verdens Cirkus
Verdens Cirkus (Cirque du Monde, World Circus, Zirkuswelt) er et schweizisk tournerende event med fokus på temaet cirkuskunst. Det blev startet i 1984 af Youri Messen-Jaschin.
Arrangementerne der indgår i eventet spænder over 9-12 måneder i hver by, og inkluderer akrobater, jonglører, linedansere, fakirer, klovner, musikere, domptører, tryllekunstnere og meget andet. Eventet involverer optræden af mere end tusind kunstnere fra Schweiz og hele verden.[kilde mangler]